# Preußische S 10
In der Gattung S 10 waren bei den Preußischen Staatseisenbahnen alle Schnellzuglokomotiven mit der Achsfolge 2’C zusammengefasst. Es gab vier Bauarten, die mit S 10, S 101 (Bauarten 1911 und 1914) und S 102 bezeichnet wurden.

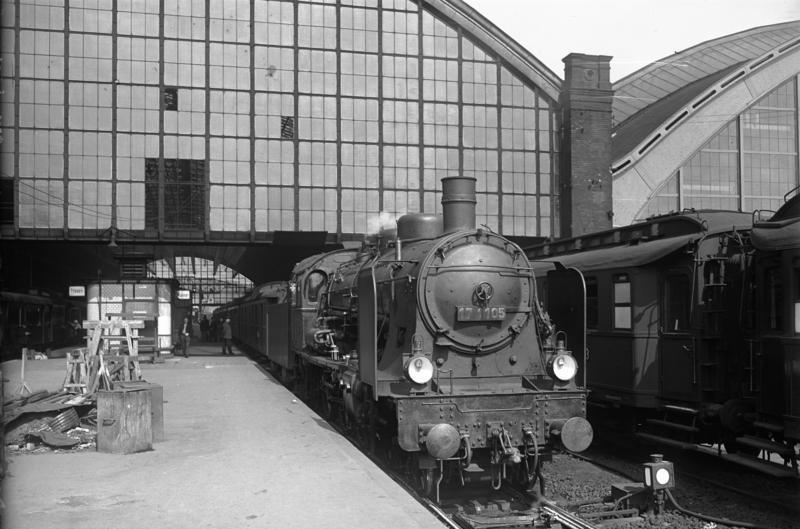
Dampflokomotive 17 1105 im Schlesischen Bahnhof, Berlin (1928)

## S 10

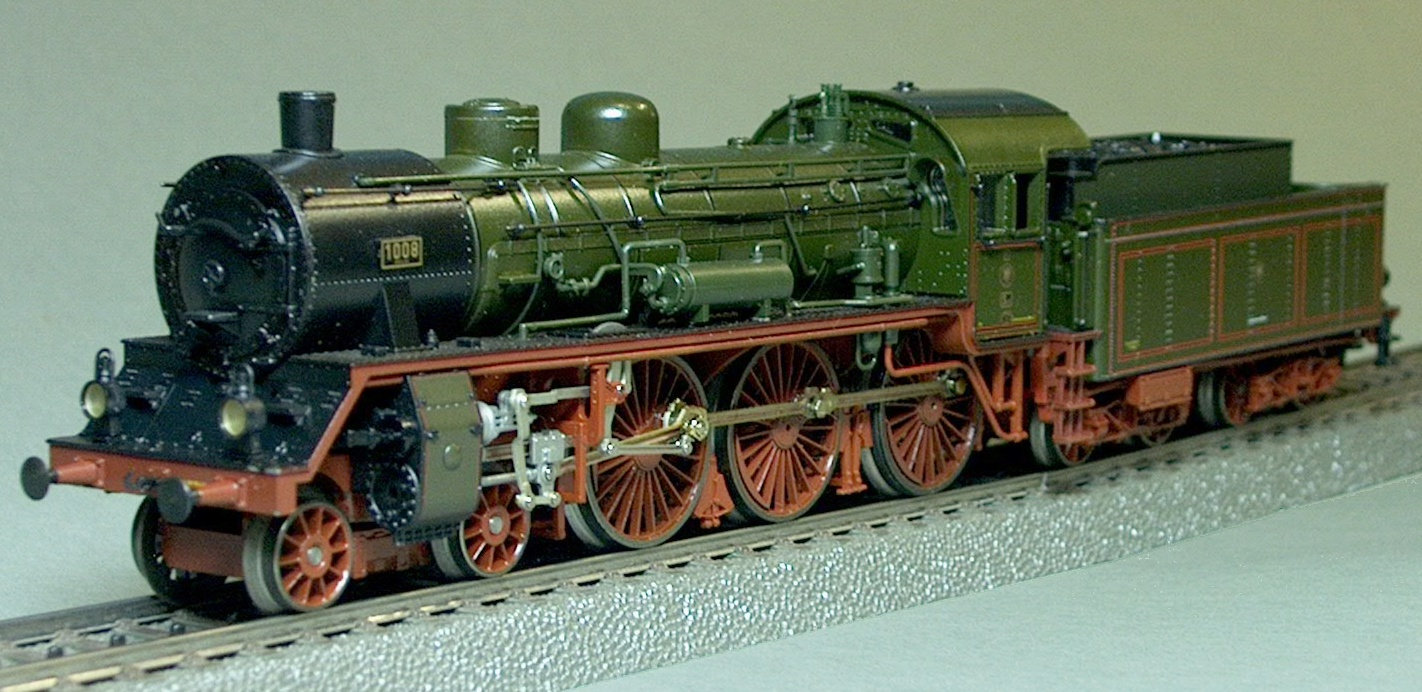
Märklin-Modell der S 10

Da das steigende Verkehrsaufkommen im ersten Jahrzehnt des zwanzigsten Jahrhunderts die zweifach gekuppelten Schnellzuglokomotiven hinsichtlich ihrer Zugkraft überforderte, bestellte die Preußischen Staatseisenbahnen bei Schwartzkopff die Fahrzeuge der Gattung S 10 mit drei gekuppelten Treibachsen. Die Maschinen wurden als Weiterentwicklung der Personenzuglokomotive P 8 konzipiert. Die S 10 verfügten über einen verstärkten P 8-Kessel, auch übernahm man den Blechrahmen in modifizierter Form. Anders als die P 8 hatten die S 10 jedoch – angeregt durch die Sächsische XII H – ein auf die erste Kuppelachse wirkendes Vierzylindertriebwerk mit einfacher Dampfdehnung, von dem man sich eine bessere Laufruhe erhoffte.
Zwischen 1910 und 1914 wurden insgesamt 202 Lokomotiven gebaut. Die beiden Prototypen wurden zunächst als S 8 bezeichnet, erst ab 1912 als S 10. Auch die Lübeck-Büchener Eisenbahn erhielten fünf ähnliche, aber etwas schwächer ausgeführte Maschinen, die bei dieser Bahn ebenfalls als S 10 bezeichnet wurden.
Im Laufe der Zeit wurden einige Modifikationen vorgenommen. Letztlich erwiesen sich die S 10 aber im Dampf- und Kohleverbrauch den S 101 mit Vierzylinder-Verbundtriebwerk unterlegen und gehörten zu den unwirtschaftlichsten preußischen Lokomotiven. Eine S 10 konnte einen Schnellzug von 390 t in der Ebene mit 100 km/h befördern; auf einer Steigung von 10 Promille wurden noch 300 t mit 50 km/h bewältigt. Damit waren die S 10 nicht nur unwirtschaftlicher, sondern überdies schwächer als die S 101 und S 102.
Die Deutsche Reichsbahn übernahm noch 135 Lokomotiven als Baureihe 17.0–1 und gab ihnen die Betriebsnummern 17 001–135. Sie wurden wegen ihres hohen Brennstoffverbrauchs bis 1935 ausgemustert. Nur drei Exemplare (17 039, 102 und 107) überlebten als Bremslokomotiven den Zweiten Weltkrieg. Die letzte S 10 wurde 1954 ausgemustert.
16 Lokomotiven gingen nach dem Ersten Weltkrieg als Reparationsabgabe nach Belgien als Reihe 60. Sechs Lokomotiven dieses Typs gingen 1920 an die neu gegründete Litauische Staatsbahn Lietuvos geležinkeliai (LG), die sie als Baureihe Gr 10 mit den Nummern 1–6 einreihte und bis zum Ende der ersten litauischen Unabhängigkeit 1940 einsetzte. Bis zur Neubeschaffung der Reihe Gp 1938 waren die Gr 10 die wichtigsten Schnellzuglokomotiven der LG.
Die 17 008 ist aufgeschnitten im Deutschen Technikmuseum Berlin erhalten.
Die S 10 waren mit Schlepptendern der Bauarten pr 2’2’ T21,5 und pr 2’2’ T31,5 gekuppelt.

## S 101(Bauart 1911)
Noch während der Lieferung der S 10 wurde bei Henschel der Bau einer Vierzylinderverbund-Heißdampflokomotive mit derselben Achsfolge in Auftrag gegeben. Von ihr versprach man sich einen geringeren Kohleverbrauch.
Diese als Gattung S 101 bezeichnete Bauart basierte nicht auf der S 10, sondern war im Henschel-Konstruktionsbüro unter der Leitung von Georg Heise vollständig neu konstruiert worden. Die Maschine erhielt ein Vierzylinder-Verbundtriebwerk der Bauart de Glehn mit weit zurückgesetzten und waagerecht liegenden, auf die zweite Kuppelachse wirkenden, außenliegenden Hochdruckzylindern sowie vorgeschobenen, innen in geneigter Position liegenden Niederdruckzylindern, die auf die gekröpfte erste Kuppelachse wirkten. Die S 101 waren größer und leistungsfähiger als die S 10 und dank des Verbundtriebwerks auch sparsamer. Mit rund 1000 PS Leistung am Tenderzughaken waren die Lokomotiven stärker als alle übrigen bisherigen preußischen Schnellzuglokomotiven.

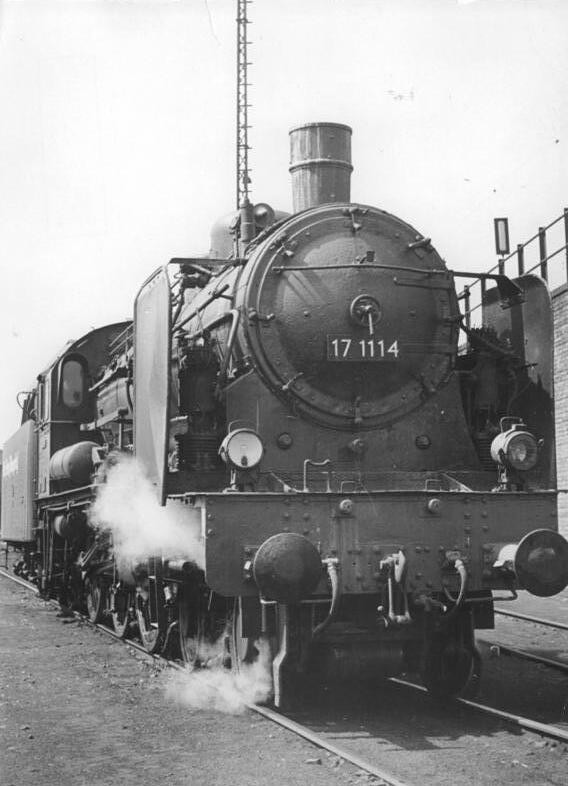
17 1114 im Jahre 1952

Zwischen 1911 und 1914 wurden 135 Exemplare für Preußen und 17 für Elsaß-Lothringen hergestellt, 5 Exemplare 1101 bis 1104 sowie 1117 nach Bauart De Glehn, 12 Exemplare 1105 bis 1116 nach Bauart von Borries. Nachdem man anfangs mit den Fahrzeugen nicht zufrieden war, führten einige Modifikationen an den Lokomotiven schließlich zu dem gewünschten Erfolg. So konnten aus Massegründen zunächst keine Speisewasservorwärmer eingebaut werden, die dann später nachgerüstet wurden. Die verbliebenen Nachteile, zum Beispiel die schlechte Zugänglichkeit des Innentriebwerks, führten zu einer Neuentwicklung in Form der Bauart 1914.
Nachdem drei Lokomotiven als Reparationsabgabe ins Ausland gegangen waren, übernahm die Deutsche Reichsbahn die übrigen 132 Fahrzeuge als Baureihe 17.10–11 mit den Nummern 17 1001–1123 und 17 1145–1153.
Drei nach 1945 bei der Österreichischen Bundesbahn verbliebene Lokomotiven wurden zu 617.1004, 617.1089 und 617.1099 umgezeichnet und 1957 ausgemustert.
Die Deutsche Bundesbahn musterte die letzten Lokomotiven 1952 aus. Die Deutsche Reichsbahn war länger auf diese Bauart angewiesen und baute 13 Exemplare auf Kohlestaubfeuerung um. Die 17 1119 erhielt versuchsweise einen Kondenstender. 1963 wurden die letzten Maschinen abgestellt.
Die 17 1055 (ehem. Posen 1107, beschriftet als Osten 1135) wurde teilweise in den Originalzustand zurückversetzt und gehört heute dem Verkehrsmuseum Dresden.
Die S 101 waren mit Schlepptendern der Bauarten pr 2’2’ T21,5 und pr 2’2’ T31,5 gekuppelt.

## S 101(Bauart 1914)
Verschiedene Nachteile der S 101 Bauart 1911, z. B. die schlechte Zugänglichkeit des Innentriebwerks und die langen Dampfwege zwischen Hoch- und Niederdruckzylindern, veranlassten die Preußischen Staatseisenbahnen dazu, die Konstruktion, wiederum unter der Leitung von Georg Heise, überarbeiten zu lassen.
Die vier Zylinder der umkonstruierten Maschine wurden wie bei der Bauart von Borries in einer Querebene zwischen den Laufachsen liegend angeordnet, im Unterschied zur von Borriesschen Bauart behielt man aber den Zweiachsantrieb nach de Glehn bei. Die Niederdruckzylinder verblieben innen. Auch der Kessel wurde modifiziert; Rostfläche und Feuerbüchsheizfläche sowie der Überhitzer wurden etwas vergrößert. Wegen der geänderten Anordnung der Zylinder konnte der Umlauf höher angebracht werden, wodurch die Lokomotiven höher und moderner wirken; tatsächlich aber blieb die Höhe der Kesselmitte über Schienenoberkante unverändert.
Trotz der doch erheblichen Unterschiede wurde auch die Bauart 1914 mit S 101 bezeichnet. Diese Lokomotiven waren die leistungsfähigsten Schnellzuglokomotiven in Preußen und blieben es auch, da die Preußische Staatsbahn keine Lokomotiven der Bauart Pacific beschaffte. Das Leistungsprogramm der Lokomotive sah die Beförderung eines Schnellzuges von 450 t in der Ebene mit 100 km/h und eines Zuges von 390 t auf einer Steigung von zehn Promille mit 50 km/h vor. Eine Lokomotive erreichte 1914 bei einer Versuchsfahrt mit drei Wagen 152 km/h (nach anderen Angaben sogar 156 km/h). Für den 12. März 1938 ist die pünktliche Beförderung des Henschel-Wegmann-Zuges von Berlin nach Dresden durch die 17 1177 anstelle der schadhaften Planlok 61 001, einer der schnellsten deutschen Dampflokomotiven überhaupt, belegt. In den 1930er Jahren wurden die vergleichsweise leichten Maschinen überdies auch zur Beförderung von Zügen mit 500 bis 600 t herangezogen. Die mit diesen Zuglasten einhergehende, aber auch mögliche, Überlastung der Kessels über die bei der Reichsbahn festgelegte Kesselgrenze (Verdampfungsleistung) von 57 kg/m²h hinaus führte allerdings zu einem vorzeitigen Verschleiß derselben, so dass es noch in den 1930er Jahren zu Neubekesselungen kam.
Drei Lokomotiven gingen nach dem Ersten Weltkrieg als Reparationsabgabe nach Belgien und kamen 1942 als Leihlok zur DR. Die Deutsche Reichsbahn übernahm 77 Lokomotiven als Baureihe 17.11–12 mit den Nummern 17 1124–1144 und 1154–1209.
Bei der Deutschen Reichsbahn wurden zwei Lokomotiven der Bauart 1914 in den 1950ern auf Kohlenstaubfeuerung System Wendler umgebaut, für die sich die Kessel mit den langen, schmalen Feuerbüchsen wegen des langen Brennweges des Kohlenstaubes besser eigneten als die breiten und vergleichsweise kurzen der Einheitslokomotiven; die letzte Maschine wurde 1964 ausgemustert. Anders als von der Bauart 1911 ist keine Lokomotive der Bauart 1914 erhalten geblieben.

## S 102

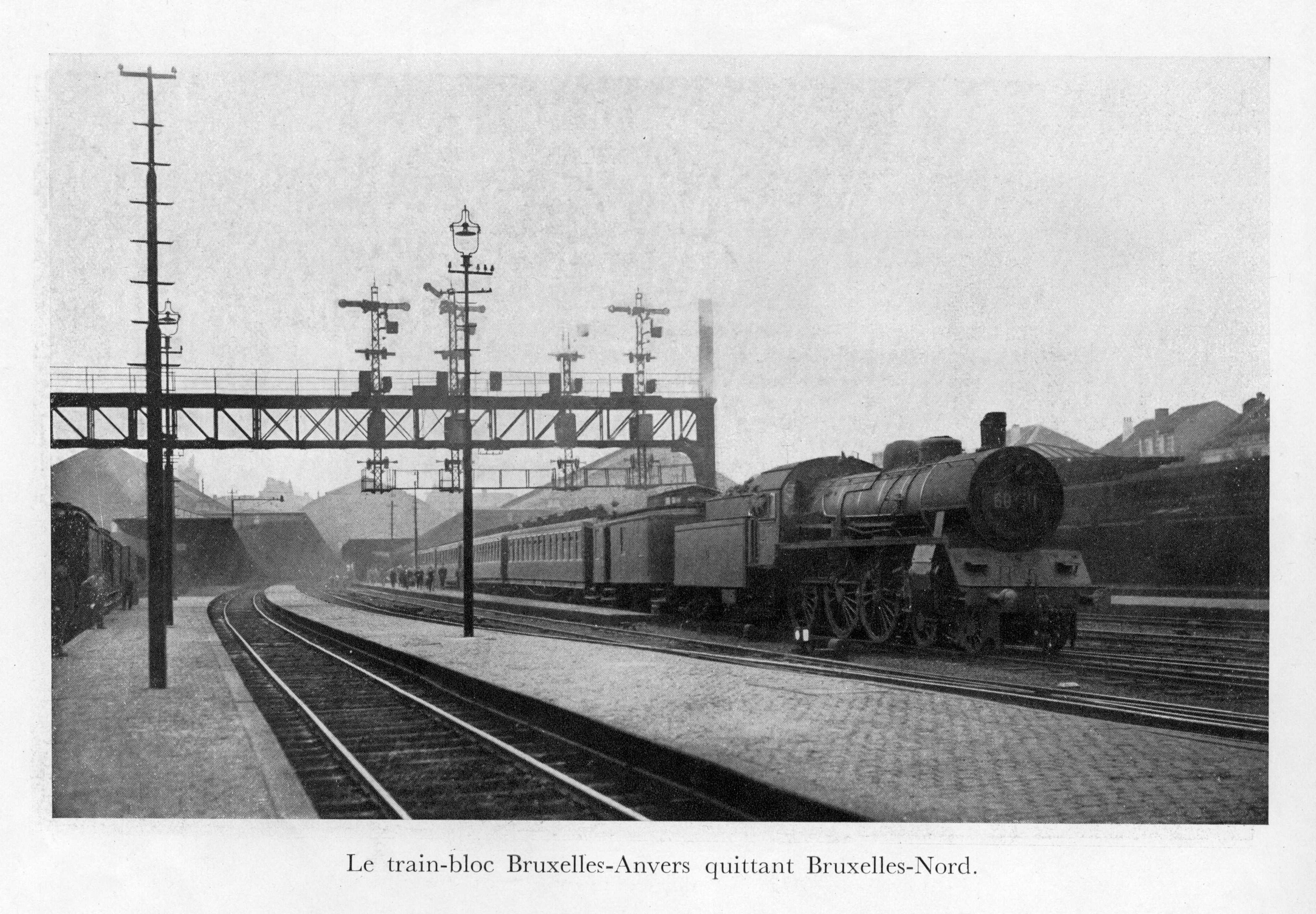
Als Reparationsleistung nach Belgien abgegebene S 10^{2} (SNCB-Baureihe 60) im Bahnhof Brüssel-Nord (1920er Jahre)

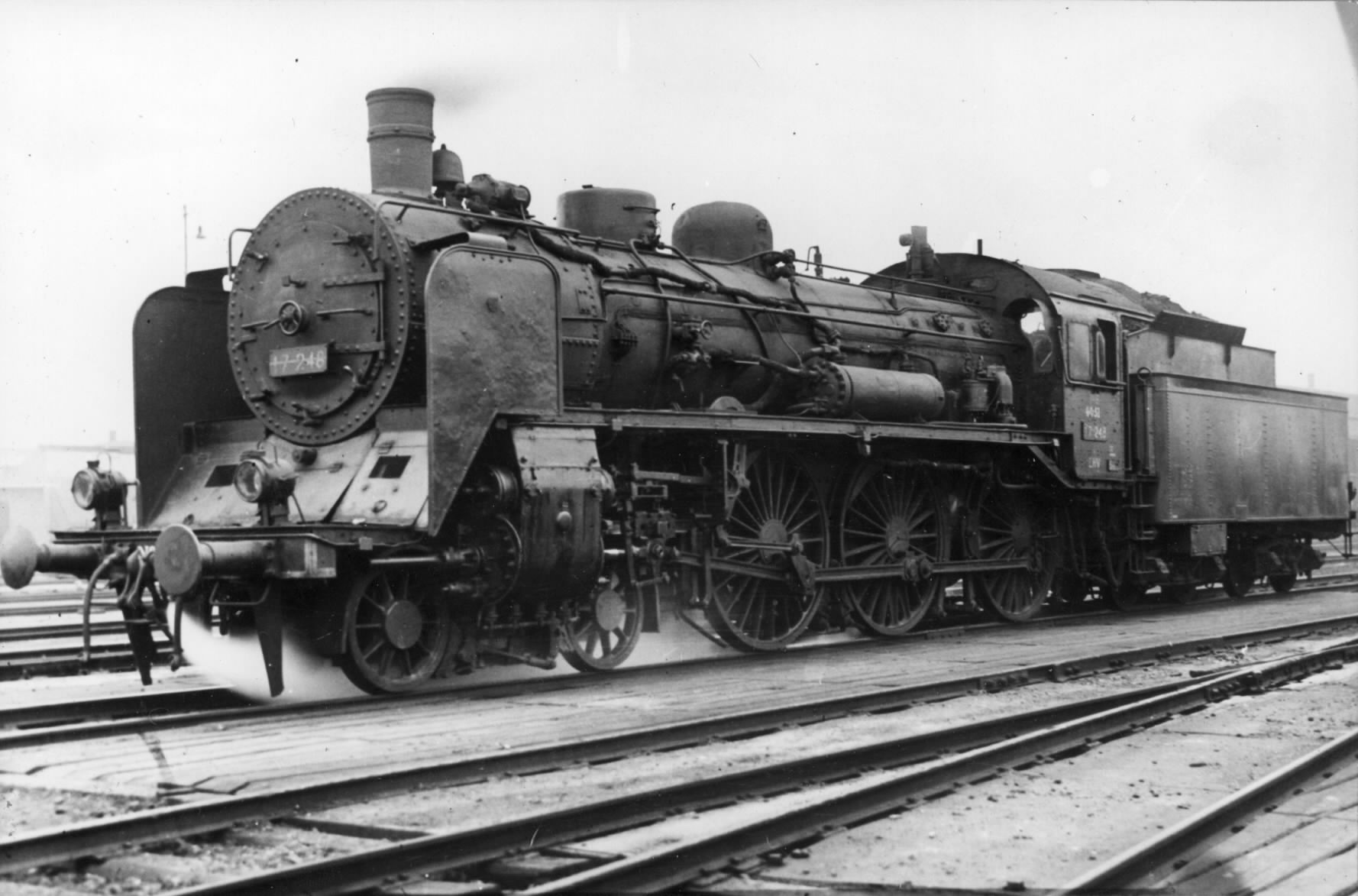
Die 1916 bei Hanomag gebaute 4051 der Nederlandse Spoorwegen war deren einzige S 10^{2} (1946 in Eindhoven)

Die Stettiner Maschinenbau AG Vulcan baute nach dem Vorbild der S 10 die Bauart S 102. Diese hatte im Gegensatz zur S 10 ein Drillingstriebwerk, war aber ansonsten weitgehend baugleich.
Die Preußische Staatsbahn erwarb ab 1914 insgesamt 124 Lokomotiven, die zwar der S 10 überlegen waren, nicht jedoch der S 101. Die Lokomotiven konnten einen Schnellzug von 400 t in der Ebene mit 100 km/h befördern, auf einer Steigung von 10 Promille waren noch 300 t mit 50 km/h möglich.
28 Maschinen mussten nach dem Ersten Weltkrieg als Reparationsleistung an Bahnen im Ausland abgegeben werden. Zehn S 102 gelangten nach Frankreich, wo sie der Compagnie des chemins de fer du Nord (NORD) zugeteilt wurden. Von den ab 1938 von der SNCF als Baureihe 230 E bezeichneten Lokomotiven wurden während der deutschen Besetzung Frankreichs im Zweiten Weltkrieg neun nach Deutschland zurückgeholt. Die in Frankreich verbliebene 230 E 4 wurde 1950 in Amiens abgestellt. 15 S 102 gelangten nach Belgien als Reihe 62, acht davon kamen 1942 zur DR.
Die Deutsche Reichsbahn übernahm die übrigen 96 Lokomotiven als Baureihe 17.2 mit den Betriebsnummern 17 201–296. Die verbliebenen Lokomotiven wurden in nord- und mitteldeutschen Direktionen zusammengezogen. Dort wurden sie ab 1930 teilweise durch die Baureihe 03 ersetzt.
88 Maschinen überstanden den Zweiten Weltkrieg und verblieben im Bereich der späteren Deutschen Bundesbahn, wo sie bis 1948 ausgemustert wurden.
Die S 102 waren mit Schlepptendern der Bauart pr 2’2’ T31,5 gekuppelt.

## Versuchslokomotiven
Drei S 10.2 wurden versuchsweise mit Gleichstromzylindern Bauart Stumpf ausgestattet, wobei die Außenzylinder anders als bei der Serienausführung auf die zweite Kuppelachse wirkten. Auch beim Umbau in die Normalausführung behielt man den Zweiachsantrieb bei. Eine dieser Maschinen ging nach dem Ersten Weltkrieg nach Polen; die anderen beiden erhielten bei der Reichsbahn die Nummern 17 203 und 17 204.

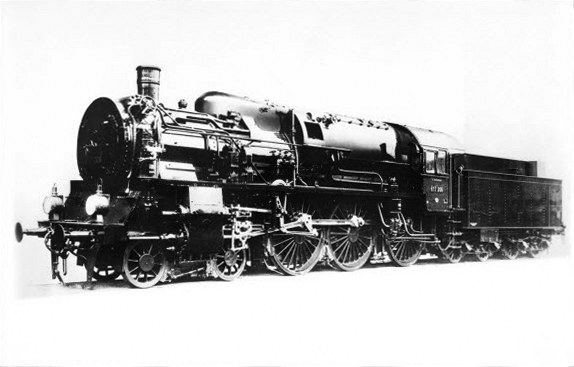
Hochdrucklokomotive H17 206

1925 erhielt die 17 206 einen Hochdruckkessel der Bauart Schmidt-Hartmann mit einem Kesselüberdruck von 588,4 N/cm² (60 bar) und das Triebwerk wurde auf Verbundwirkung umgebaut. Die Mehrleistung der H 17 206 genannten Lokomotive gegenüber der Serienausführung rechtfertigte jedoch den hohen Konstruktionsaufwand nicht; die Maschine wurde 1929 in die Normalausführung zurückgebaut und 1936 ausgemustert.
Die Lokomotiven 17 236 und 239 erhielten 1933 Mitteldruckkessel mit einem Kesselüberdruck von 245,2 N/cm² (25 bar), auch sie wurden dabei auf Verbundwirkung umgebaut. Die Leistung der umgebauten Lokomotiven reichte an die der Baureihe 03 heran, und sie wurden auch zusammen mit Lokomotiven dieser Reihe in einem Dienstplan eingesetzt. Nach mehreren Kesselschäden musste der Kesseldruck, um Schäden zu vermeiden, auf 16 bar herabgesetzt werden. In den 1930er Jahren baute man die beiden Mitteldrucklokomotiven wieder zurück. Beide Lokomotiven überstanden den Krieg und wurden zusammen mit den anderen S 10.2 1948 ausgemustert.